# Sergio Orduña
Sergio Orduña Carrillo (Xochitepec, 4 aprile 1954) è un allenatore di calcio ed ex calciatore messicano, di ruolo attaccante.

## Palmarès

### Giocatore
- Campionato messicano: 2

Tigres: 1977-1978, 1981-1982